# Kijahe Xontjoa
Kijahe Xontjoa – jaskinia w południowym Meksyku, w stanie Oaxaca, w górach Sierra Madre Wschodnia.
W jaskini Kijahe Xontjoa występuje bogata szata naciekowa, podziemne potoki oraz wodospady.
Jaskinia jest eksplorowana od 1987 r.